# Paulianosia clathrata
Paulianosia clathrata är en fjärilsart som beskrevs av De Toulgoët 1958. Paulianosia clathrata ingår i släktet Paulianosia och familjen björnspinnare. Inga underarter finns listade i Catalogue of Life.